# Льодова ванна

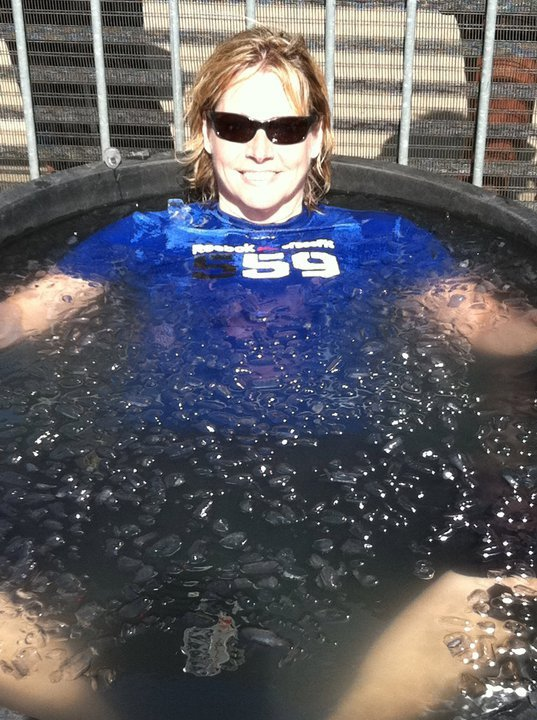
Чемпіон важкої атлетики Карін Маршалл прийняв крижану ванну після Кроссфіт-Ігор 2011 року.

У спортивній терапії крижана ванна або занурення у холодну воду або терапія холодом є режимом тренувань, як правило, після періоду інтенсивних фізичних вправ, коли значна частина людського тіла занурена у ванну із льодом або крижаною водою на нетривалий час.
Хоча він стає все більш популярним і прийнятим серед спортсменів у різних видах спорту, метод є суперечливим, з ризиком переохолодження, з можливістю шоку, що призводить до раптової смерті. Багато спортсменів використовували занурення в холодну воду після інтенсивних тренувань з фізичними вправами, вважаючи, що це прискорює відновлення тіла; проте внутрішні фізичні процеси недостатньо зрозумілі і залишаються непередбачуваними. Як правило, дослідження впливу занурення у холодну воду на здоров'я, в рамках спортивного режиму тренувань, є непереконливим. Певні дослідження доводять, що під час занурення зменшується пошкодження м'язів та дискомфорт, зменшуються больові відчуття після навантажень, проте інші дослідження припускають, що занурення у холодну воду може сповільнити ріст м'язів і заважати загальному режиму тренувань.

## Застосування

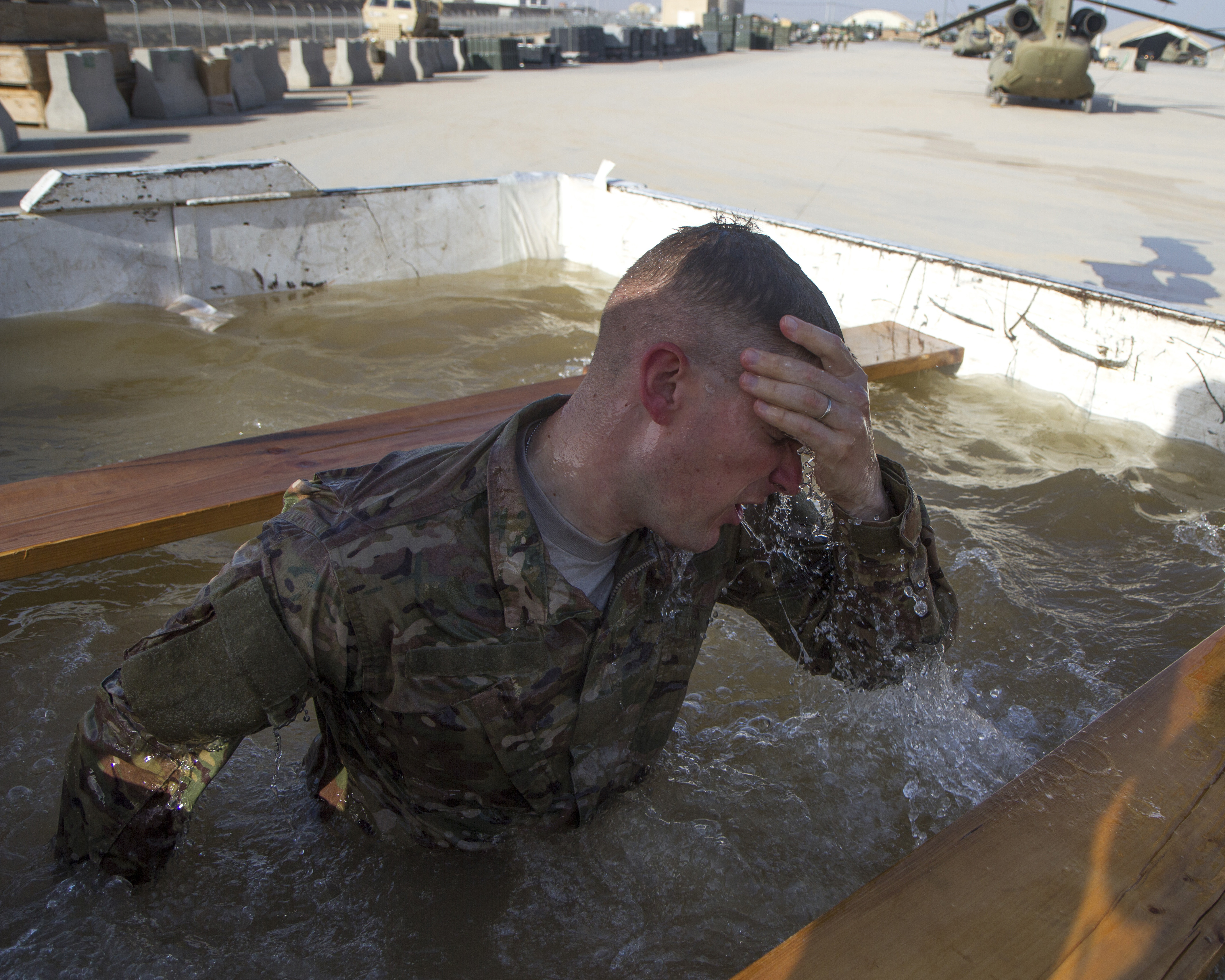
Крижані ванни використовувались як частина військової підготовки.

### Ванна
Це робиться стоячи або сидячи у відрі або ванні крижаної води. Один письменник радив: «не перестарайтеся». Рекомендується носити гумові пінетки на ступнях (для захисту пальців ніг), а також гумові труси, для обігріву середньої частини тіла. Карін Маршалл, яка виграла чемпіонат світу з важкої атлетики серед жінок у 1987 році, розповіла, що таке прийняття крижаної ванни після змагань на змаганнях CrossFit Games 2011 року в Лос-Анджелесі: 
|                       | Перший день у мене зайняв дванадцять хвилин, а другий день п'ятнадцять хвилин. Вони продовжували додавати лід, щоб підтримувати температуру близько 55 градусів за Фаренгейтом (12-13 °C). Найважчими були перші дві хвилини. Ті, хто вже робили це, радили зачекати дві хвилини, і тоді це буде легше. Через дві хвилини я оніміла. Після цього я два години тремтіла під жарким каліфорнійським сонцем в теплій куртці. |
| — Карін Маршалл, 2011 | |

В одній із доповідей було висловлено припущення, що якщо крижана вода циркулює, то відчувається холодніше, ніж показує термометр і спортсмени повинні уникати перенапруження. Фізіотерапевт Ніккі Кімбол запропонував спосіб, який допоможе зробити процедуру перебування у ванні більш витривною.
За ці роки я знайшов засоби, які допомогли зробити процедуру перебування у ванні більш терпимою. Спочатку я наповнюю ванну двома-трьома пакетами колотого льоду. Потім я додаю холодної води стільки, щоб вона прикривала мене майже до пояса, коли я сиджу у ванні. Перед тим як увійти, я надягаю пуховик, капелюх і неопренові пінетки, заварюю собі чашку гарячого чаю і збираю цікаві матеріали для читання, які допоможуть швидко пройти наступні 15-20 хвилин. '' Світ бігуна '', 2008р .<Ref name = twsAugN27 />

### Крижана ванна та контрастна терапія

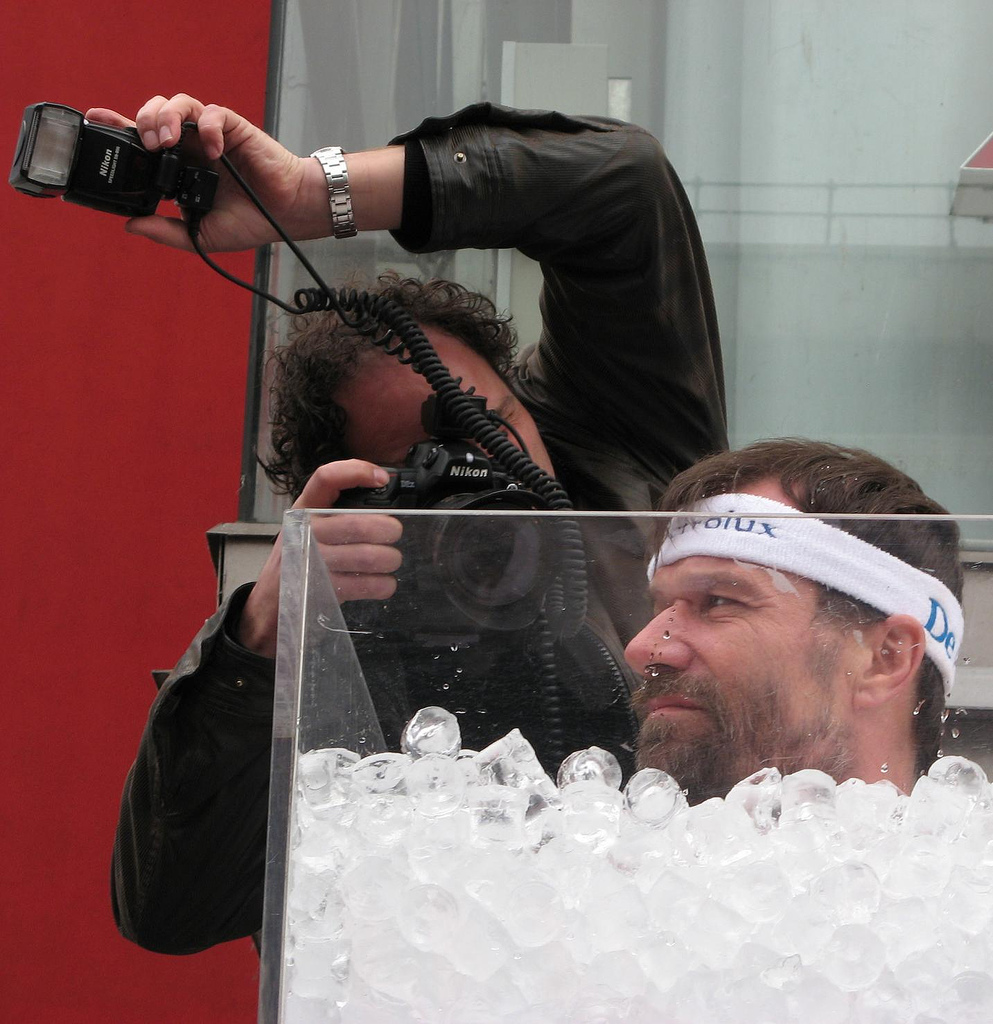
Крижаний Вім Хоф у крижаній бані в 2007 році.

Деякі спортсмени використовують методику, відому як терапія контрастною водою або контрастна ванна, в якій чергуються холодна і гаряча вода. Для цього було зроблено дві ванни — одна холодна (10–15 градусів Цельсія) а інша гаряча (37–40 градусів Цельсія) — і перебувати одну хвилину в холодній ванні, а потім дві хвилини — у гарячій ванні, і повторити цю процедуру тричі.

### Температура і терміни
Температура може змінюватися, але зазвичай знаходиться в межах 10–15 °C. Деякі спортсмени надягають пінетки, щоб зігріти пальці ніг або прогумовані покриви навколо тіла під час занурення. Деякі п'ють теплий напій, такий як чай. В одному з доповідей було показано, що «десять хвилин, занурених у воду 15 градусів Цельсія», було достатньо.
Результат залежить від того, як довго занурюватися і як часто це робити. Було запропоновано, що спортсмен повинен пройти десять двохвилинних процедур лікування крижаною ванною протягом двох тижнів. Один із дослідників припустив, що час занурення повинен становити від десяти до двадцяти хвилин. Інший припустив, що занурення триває від п'яти до десяти хвилин, а іноді і до двадцяти хвилин. Не було джерел, в яких би рекомендовано було занурюватись довше, ніж двадцять хвилин.

### Крижані ванни чи холодні ванни
Певні джерела припускають, що холодні ванни з темпаратурами (15–24 °C) будуть кращі, ніж крижані ванни. Фізіотерапевт Тоні Вілсон з університету Саутгемптона вважає, що вкрай холодні температури не потрібні, а «холодна ванна» буде такою ж ефективною, як і крижана ванна. Інший дослідник погодився з тим, що холодна ванна є кращою ніж крижані ванни, які є «непотрібними». Третій дослідник припускав, що прохолодна вода (60–75 градусів за Фаренгейтом) настільки ж хороша, як і вода при більш низькій температурі (54–60 градусів за Фаренгейтом), і що вісім-десять хвилин буде достатньо, і застерігає від перебування більше десяти хвилин.

## Ефективність

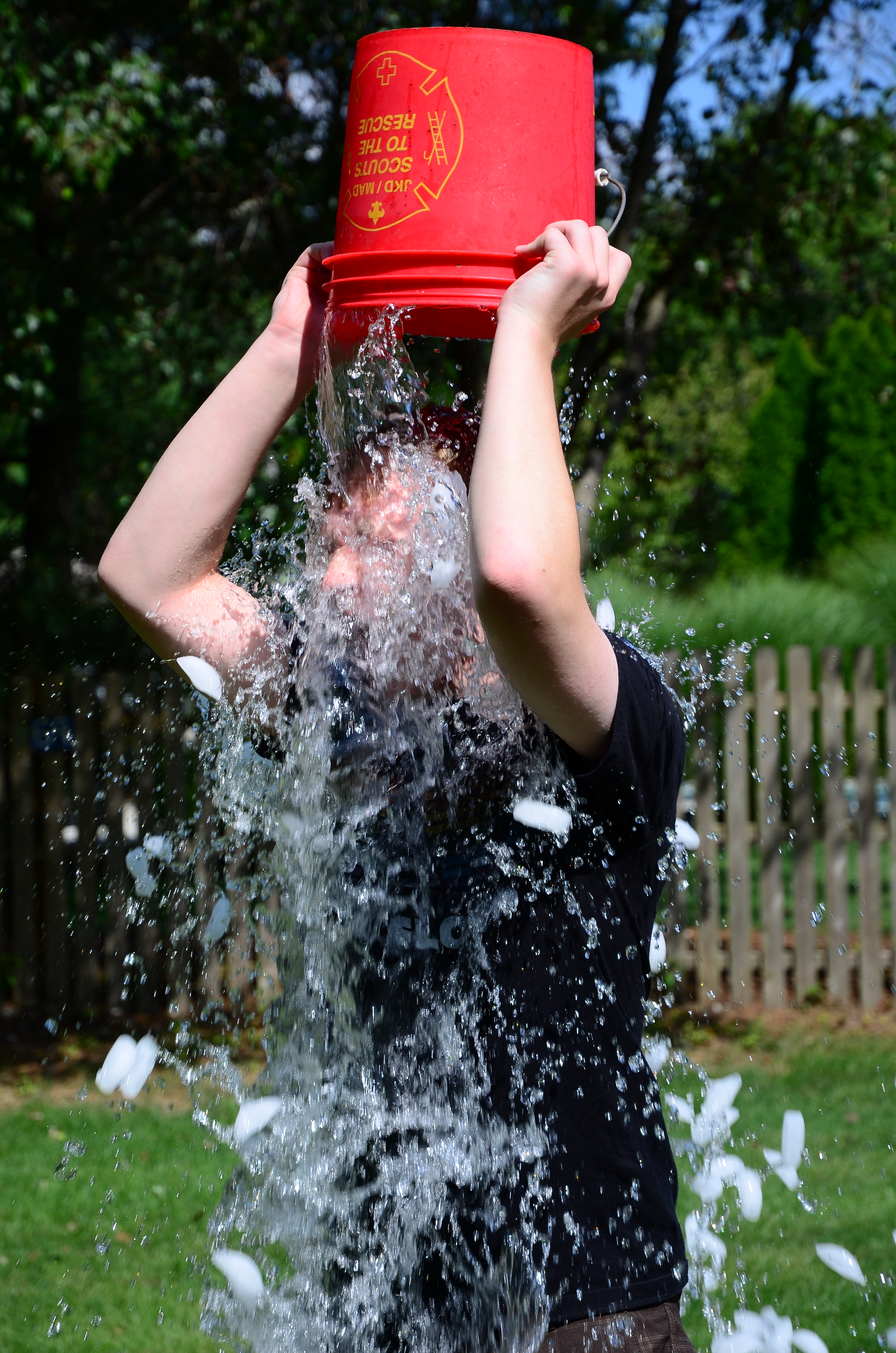
Влітку 2014 року виклик Ice Bucket Challenge вийшов у соціальних мережах, щоб зібрати гроші на Асоціацію ALS.

Після фізичних навантажень є деякі докази того, що прийняття крижаної ванни може зменшити болі в м'язах із затримкою та сприйняттям втоми, але немає жодних вагомих доказів будь-якої іншої користі.

## Безпека
У медичній та науковій спільноті існує думка, що крижані ванни можуть становити серйозні ризики для здоров'я. До ризиків можна віднести переохолодження, шок та можливість раптової смерті від зупинки серця .

## Історія
Під час марафону бігун Паула Редкліфф виграла турнір в забігу на 10,000m на чемпіонаті Європи 2002 і свою перемогу пов'язувала із використанням крижаних ванн. Про ванни вона сказав так: «Це абсолютна агонія, і я боялась її, але це дозволяє моєму організму набагато швидше відновитися». Вона повідомила, що приймає крижані ванни перед перегонами, для того, щоб її температура перед гонкою була дуже холодною. Після коментаря Редкліф, крижані ванни набули популярності. серед спортсменів. Відомо, що деякі спортсмени «клянуться ними», але інші дані припускають, що це може бути примхом.
Крижані ванни застосовують такі спортсмени, як AJ Soares та олімпійський плавець Майкл Фелпс, а також інші любителі знаменитостей. Це стає «звичною практикою» серед спортсменів з різних видів спорту, включаючи американський футбол, асоціацію футболу, біг на великі дистанції, регбі, теніс, волейбол, та інші види спорту. Були відомості, що виробники спортивного обладнання розробляють різні конструкції для крижаних ванн. Влітку 2014 року в якості методу збору коштів некомерційна асоціація ALS, яка збирає гроші на дослідження та інформування громадськості про аміотрофічний латеральний склероз або ALS, також відомий як хвороба Лу Геріга, розпочала компанію Ice Bucket Challenge. Учасник, що облив себе відром крижаної води, кидає виклик ще трьом учасникам; у разі невиконання умов вносить пожертву в доброчинний фонд у розмірі $100.За 22 дні він зібрав 16 мільйонів доларів.
Відомо, що крижані ванни набирають популярності серед груп поза спортом, таких як танці. Пітсбурзька постільна газета повідомляла, що деякі компанії Radio City Rockettes, прецизійної танцювальної компанії, що виступає в Нью-Йорку, використовують крижані ванни після довгого виступу як спосіб «розслабитися» і впоратися із сильними болями. Повідомляється, що співачка Мадонна використовувала крижані ванни після своїх виступів. Є відомості про те, що використання крижаних ванн поширюється на аматорські види спорту, такі як футбол середньої школи .
Провідник і спортсмен Фіанн Пол відомий тим, що використовує крижані ванни як частину своєї тренувальної програми.
Крижані ванни є частиною більш широкого явища, відомого як кріотерапія — грецьке слово cryo (κρυο) означає холод — яке описує різні методи лікування, коли холодні температури використовуються терапевтично. Кріотерапія включає в себе процедури, коли людину поміщають у приміщення з «холодним сухим повітрям при температурі до -355 °C» на короткий проміжок часу, який застосовують у лікарнях Польщі, а також у центрі Лондона. лікують не тільки м'язові недуги, але і психологічні проблеми, такі як депресія. Баскетболіст Менні Харріс використовував машину Cryon-X із надзвичайно низькими температурами в межах мінус 166 градусів за Фаренгейтом, але використовував її з мокрими шкарпетками, що призвело до серйозного опіку морозильної камери.
Іноді крижані ванни були недоцільним лікуванням гарячки у дітей раннього віку, але лікарям порадили не застосовувати цю методику через ризик переохолодження. Крижані ванни запропоновані як спосіб запобігання болісності м'язів після відкидання лопатою снігу.
Крім того, були випадки купання з льодом як екстремального тілесного випробування особами, що борються за рекорд витривалості, такими як голландський льодовик Вім Хоф та китайські рекордсмени Чен Кекай та Джин Сонгхао. Згідно з повідомленнями, лікарі та вчені вивчають, як ці люди можуть провести півтори години, зануреними в крижану ванну, і вижити; майже для всіх людей такі завдання неможливі[джерело?].